# Beija-flor-de-bico-preto
Colibri-de-peito-branco-guianense ou beija-flor-de-bico-preto (nome científico: Chrysuronia brevirostris, anteriormente Amazilia brevirostris) é uma espécie de ave da família Trochilidae (beija-flores).
Pode ser encontrada nos seguintes países: Venezuela, Guianas, Trinidad e Tobago e no estado brasileiro de Roraima, no extremo norte do país.
Mede aproximadamente 9 cm de comprimento e pesa 4,7 g. Seu bico é preto, reto e bastante longo, com quase 2 cm. Possui partes superiores verdes douradas brilhantes, tornando-se bronze na cauda, partes inferiores brancas e seus flancos são verdes ou brancos manchados de verde. A cauda é pontuada com roxo-escuro. Os sexos são semelhantes.

## Subespécies
São reconhecidas três subespécies:
- Chrysuronia brevirostris chionopectus (Gould, 1859) - Trinidad.
- Chrysuronia brevirostris brevirostris (Lesson, 1829) - leste da Venezuela até Guiana, Suriname e extremo norte do Brasil.
- Chrysuronia brevirostris orienticola (Todd, 1942) - litoral da Guiana Francesa.